# Madera Acres, Kalifornien
Madera Acres är en ort (CDP) i Madera County, i delstaten Kalifornien, USA. Enligt United States Census Bureau har orten en folkmängd på 9 163 invånare (2010) och en landarea på 18,9 km².